# Heliodoro Hipotenuso
Heliodoro Hipotenuso es una personaje de historieta cómica, protagonista de la serie homónima, creado por Manuel Vázquez para la Editorial Bruguera en 1947. Fue su primer personaje (y serie) de larga duración. Como La mansión de los espectros, muestra la temprana evolución estética y narrativa del autor.

## Trayectoria editorial
Heliodoro Hipotenuso fue el sexto personaje creado por Vázquez para la revista "Pulgarcito", tras otros de escasa trayectoria (Mofeta, Jimmy Pintamonas, Servulio Argamasa, Gildo y Loli). Apareció en dicha revista a partir de su número 40, y en otras, como "El Campeón", concretamente en su almanaque, y "Super Pulgarcito". En ocasiones comparte sus historietas con otros personajes de la revista como Calixto, Canuto, Carioco, Hermenegilda o Leovigildo Viruta.
El número 6 de "Magos del lápiz" (1949) recopiló algunas de sus historietas.
En 1950, fue objeto de dos números de la colección de cuadernos monográficos titulada "Magos de la Risa":
- Magos de la Risa, núm. 6.  ¡Detective genial!
- Magos de la Risa, núm. 19. Un lunes en Marte.[3]

En 2009, una selección de sus historias se incluyó en el volumen Pitagorín y otros personajes inocentones, de la colección "Clásicos del Humor" de RBA.

## Argumento
Heliodoro Hipotenuso es un solterón tímido e inocente, y un perdedor que malogra novias, desprecia trabajos, pierde dinero y gana acreedores.
Físicamente, su protagonista muestra cierto parecido con Calixto, creado por Peñarroya ese mismo año. Comparte también pajarita y sombrero canotier con Mr. Lucky.

## Características
"Heliodoro Hipotenuso" se caracteriza por:
- Una comicidad vertiginosa, semejante a la del cine cómico mudo y también presente en otras series del autor, como Las Hermanas Gilda (en sus inicios) y Currito Farola, er Niño e la Bola,[5] y que la convierte, a juicio de Terenci Moix, en la historieta más dinámica de la posguerra española.[6]
- La reducción al absurdo y la destrucción de la lógica, capaz de trascender la crítica costumbrista, y que lo acerca al tipo de humor practicado en "La Codorniz", también presente en otras obras contemporáneas, como Los inventos del profesor Franz de Copenhague de Benejam o El loco Carioco de Conti.[6]
- El recurso a la misma imagen, y no sólo los diálogos, para hacer explícito todo ello, como también era típico de Gustavo Martz Schmidt.[3]